# Aldeia do Colmeal
A Aldeia do Colmeal, desabitada até 2015, pertence à União das freguesias do Colmeal e Vilar Torpim, município de Figueira de Castelo Rodrigo. Atualmente tem 3 habitantes permanentes além dos turistas que se alojam no Hotel.
Em 1956, a então proprietária decidiu quebrar os vínculos que tinha com a população que aí residia e decidiu recorrer ao tribunal para expulsar os habitantes. A proprietária acabou por ganhar em tribunal. Os populares não aceitaram e a Guarda Nacional Republicana viu-se obrigada a intervir para expulsar os resistentes no dia 10 de julho de 1957.
Segundo os populares houve casas queimadas e registaram-se mesmo alguns mortos entre os populares da localidade. Foi a primeira vez que tal sucedeu em Portugal, uma população ser expulsa coletivamente de uma localidade inteira. Da localidade restam as casas que se encontram abandonadas. Os habitantes despejados das suas casas tiveram que se deslocar para outras localidades do município de Figueira de Castelo Rodrigo.
O nome de Colmeal provém da riqueza em cera e mel que as suas inúmeras colmeias proporcionam.
O Prof. António Vermelho do Corral publicou em 2015 o livro "Colmeal, a aldeia fantasma. Figueira de Castelo Rodrigo - A verdade factual"  onde aborda muitos dos mitos em que o Colmeal está envolvido desde tempos imemoriais. Sobre os eventos da década de 50 do século XX, explica porque não se pode falar de expulsão mas sim de despejo. Elucida também o leitor sobre os mitos das "casas queimadas" e dos "mortos" com base no seu conhecimento pessoal e em testemunhos de pessoas com nome (desmistificando as habituais referências a "populares").
Este trabalho parece ter sido impulsionado por um Grupo de Estudos do Colmeal, instituido pela Assembleia Municipal de Figueira de Castelo Rodrigo em 2009.
Actualmente a aldeia encontra-se parcialmente reconstruida, tendo sido aproveitada para a implementação de um hotel de 4 estrelas denominado "Colmeal Countryside Hotel" aberto em 2015.
A Igreja do Colmeal, receberá em breve as obras de recuperação, ao abrigo do contrato celebrado e homologado pelo Secretário de Estado das Autarquias Locais, Carlos Miguel.

## Povoado do Colmeal / Ruínas da povoação do Colmeal
Aglomerado urbano. Povoado em vale e meia-encosta. Povoação medieval de jurisdição senhorial (casa de Belmonte). Elementos de caracterização da estrutura urbanística: elemento estruturador: características da implantação do aglomerado; eixos viários principais: caminho de acesso de orientação N. / S., eixos viários secundários: vias que separam os quarteirões; quarteirões irregulares; indefinição entre espaço público e privado. Tipologia dominante do espaço construído: casa, palheiro e cortelho de arquitectura popular, alvenaria de xisto com granito estrutural; planta rectangular irregular; dois pisos com diferenciação loja-habitação; vãos rectos. Núcleo urbano despovoado, sede de freguesia que integrava os lugares de Luzelos, Milheiro e Bizarril e foi extinta na reforma administrativa de 2013.
Abaixo pode ver-se a descrição detalhada que se encontra no Sistema de Informação para o Património Arquitetónico da Direção Geral do Património Cultural e datada de 1992

### Descrição
Estrutura urbanística: aglomerado estruturado em função da sua implantação no sopé de uma colina e da localização da igreja; ausência de malha urbana definida; o acesso ao aglomerado é feito através de um caminho ladeado a E. por um quarteirão de configuração irregular e de orientação N. / S.; a N. desse quarteirão, desenvolvem-se três quarteirões irregulares mas mais ou menos paralelos entre si, e também de orientação N. / S., podendo-se entender os caminhos entre eles como vias de orientação N. / S., de traçado sinuoso; o núcleo é rematado no topo pela igreja, de orientação E. / O., portanto longitudinalmente aos quarteirões, e sem construções adossadas, sendo delimitada a N. por um caminho público que lhe é paralelo; a N. deste existem dois palheiros e a única casa rebocada; ausência de uma hierarquia de vias ou definição clara de espaços de diferente conotação funcional, talvez à excepção da zona da igreja, mas que todavia não organiza um largo, existindo apenas o que se poderá denominar por duas vielas transversais (orientação O. E. ); pavimentação das vias ou caminhos: térrea, afloramentos xistosos, por vezes com os rodados dos carros fazendo sulcos e permitindo uma certa definição da via. Espaço construído: domina a arquitectura tradicional; construções em alvenaria de xisto sem revestimento e com recurso ao granito para fins estruturais; coberturas a 1, 2 ou 3 águas com telha de canudo; planta rectangular irregular; casas de dois pisos; piso térreo destinado a loja; 2º piso destinado a habitação com acesso interior, à excepção da Casa de Pedro Álvares Cabral que apresenta lanço de escadas exterior mas sem formar balcão; alçados com portas no 1º piso e janelas no 2º piso; vãos com lintel recto sem moldura; palheiros e cortes apresentam características semelhantes, mas com um só piso e sem janelas; variantes: uma casa rebocada e igreja.

### Acessos
- EN221, caminho rural em terra batida a partir do entroncamento ao Km139.

### Protecção
Em vias de classificação ( Homologado como IM - Interesse Municipal, Despacho de dezembro 1985 *1)

### Enquadramento
Rural. Paisagem natural e rural; situada no sopé de uma encosta virada a SE., integrada no conjunto da Serra da Marofa, confinando com pequeno vale encaixado junto à Ribeira do Colmeal; local caracterizado por afloramentos xistosos e silvados compactos e arborização junto ao vale.

### Descrição Complementar
Elementos de caracterização da imagem urbana: - Sítio: simbiose entre natural e construído; elemento natural condicionador do cultural. - Noção de distância: ponto de vista contínuo sobre a envolvente natural. - Perfil: recorte sinuoso e escalonado relacionado com a adaptação á topografia. - Volumes destacados: igreja, casa rebocada a N., empena da casa de Pedro Álvares Cabral. - Direccionalidade: caminho de acesso de orientação N. / S., pendente natural do terreno. - Articulações: irregularidades e inflexões dos quarteirões. - Limites: ribeira, caminho público, aspecto pouco evidente, destacando-se a noção de um aglomerado aberto para a sua envolvente. - Cores e texturas dominantes: xisto travado com lajes graníticas.

### Época Construção
Época medieval

### Cronologia
- 1183 - era propriedade da Ordem de São Julião do Pereiro; século XV - período provável da construção da igreja; nascimento ou residência de Pedro Álvares Cabral, na casa que ostenta as armas dos Cabrais; era filho de Fernão Cabral e de D. Isabel de Gouveia, senhores de Belmonte; D.Isabel de Gouveia, era neta de Vasco Fernandes de Gouveia, Senhor de Almendra, Castelo Melhor, Colmeal, Malpartida; Fernão Cabral era filho de Estevão Soares de Melo, Senhor da Vila de Melo;
- 1527 - integrava o termo de Pinhel e tinha 15 moradores; eram seus senhores donatários os Condes de Belmonte; século XVII - tinha cerca de 50 habitantes; terá sido destruída durante as Guerras da Restauração. Toponómio relacionado com a abundância de colmeias. Orago: São Miguel Arcanjo. Curato apresentado pelo Vigário de Penha de Águia;
- 1940 - tinha 12 fogos e 62 habitantes;
- 1956 - expulsão dos habitantes, por ordem judicial através de processo movido pela então proprietária, herdeira das terras onde se situava a aldeia, sede de freguesia; em poucas horas a GNR, fortemente armada, expulsou 14 famílias de camponeses, obrigadas a abandonar imediatamente o local; posteriormente a proprietária vendeu as terras ao seu advogado;
- 1968 - pedido de recuperação à DGEMN, por parte do Comissariado do Turismo e do proprietário, Jerónimo Leitão, da casa que pertenceu a Cabral; nessa época a igreja ainda possuía os retábulos dos altares;
- 1975 - hipótese, colocada pelo proprietário, de adaptação de algumas casas a unidade hoteleira e de abrigo para caçadores;
- 2013, 28 janeiro - Colmeal passou a pertencer à União das Freguesias de Colmeal e Vilar Torpim, por agregação das mesmas, pela Lei n.º 11-A/2013, DR, 1.ª série, n.º 19.

### Materiais
Dominantes: xisto; granito; alvenaria; revestimento inexistente; telha de canudo

### Observações
- 1 DOF: Conjunto da povoação do Colmeal, de autêntica rusticidade, incluindo a casa que pertenceu a Pedro Álvares Cabral.

## Igreja Paroquial do Colmeal / Igreja de São Miguel
Abaixo pode ver-se a descrição detalhada que se encontra no Sistema de Informação para o Património Arquitetónico da Direção Geral do Património Cultural

### Cronologia
- Século XIV- primeira referência à igreja, dedicada a São Miguel;
- Século XV - era donatário da povoação Fernão Cabral;
- Século XVI - data de execução da pintura mural, com São Sebastião;
- 1758, 3 Maio - referida nas Memórias Paroquiais, assinadas pelo padre Francisco Gonçalves Giraldo, como sendo do bispado de Lamego, a povoação donatária do fidalgo de Belmonte, com 52 fogos; a igreja estava na povoação, tendo por orago São Miguel, com três altares, o mor, o de Nossa Senhora e o de São Sebastião; tinha as Irmandades de São Miguel e São Sebastião; o cura era de apresentação ordinária;
- 1956 - ordem de despejo da povoação.

## Casa dePedro Álvares Cabral
Abaixo pode ver-se a descrição detalhada que se encontra no Sistema de Informação para o Património Arquitetónico da Direção Geral do Património Cultural

### Época Construção
- Século XVI

### Cronologia
- 1974, março - Foi aberto o processo de classificação como Imóvel de Interesse Público, por Despacho do Secretário de Estado da Instrução e Cultura;
- 2009, 23 outubro - caduca o processo de classificação conforme o Artigo n.º 78 do Decreto-Lei n.º 309/2009, DR, 1.ª série, n.º 206, alterado pelo Decreto-Lei n.º 265/2012, DR, 1.ª série, n.º 251 de 28 dezembro 2012, que faz caducar os procedimentos que não se encontrem em fase de consulta pública.

### Utilização Inicial
Residencial: casa

### Utilização Actual
Em ruína